# Aleksey Vladimirovich Goman
Aleksey Vladimirovich Goman (tiếng Nga: Алексей Владимирович Гоман, sinh ngày 12 tháng 12 năm 1983 tại Murmansk) là một ca sĩ nhạc pop Nga.

## Tiểu sử và sự nghiệp

### Album
| Russian             | English     | Năm  |
| ------------------- | ----------- | ---- |
| Русский парень      | Russian Guy | 2004 |
| Луч солнца золотого | Ray Of Sun  | 2006 |
| Май                 | May         | 2008 |

### Clip
| Original       | English     | Năm  |
| -------------- | ----------- | ---- |
| Русский парень | Russian Guy | 2005 |
| Облака         | Clouds      | 2005 |
| Май            | May         | 2008 |
| Завелась       | Gone Wrong  | 2008 |